# Chellala
Chellala (în arabă شلالة) este o comună din provincia El Bayadh, Algeria.
Populația comunei este de 3.929 de locuitori (2008).